# Hamid Sejfi
Hamid Sejfi (pers.  حمید سیفی) – irański zapaśnik w stylu wolnym. Złoty medal na mistrzostwach Azji w 2005 i brązowy w 2006. Czwarty w Pucharze Świata w 2006. Akademicki mistrz świata w 2002 i 2004 roku.